# Dysdera bellimundi
Dysdera bellimundi là một loài nhện trong họ Dysderidae.
Loài này thuộc chi Dysdera. Dysdera bellimundi được Christa Deeleman-Reinhold miêu tả năm 1988.